# Liste der Gymnasien in Dresden
Die Liste der Gymnasien in Dresden führt alle bestehenden öffentlichen und privaten Gymnasien in der sächsischen Landeshauptstadt Dresden auf.

## Legende
- Name/Koordinaten: Name des Gymnasiums
- Gründung: Gründungsjahr
- Träger: Träger der Schule: Freistaat Sachsen (Kultusministerium), Landeshauptstadt Dresden (Schulverwaltungsamt) oder Privat
- Richtung: Die jeweiligen Fachrichtungen des Gymnasiums:
  - GES: Gesellschaftswissenschaftliches Profil
  - KÜN: künstlerisches Profil
  - NAT: naturwissenschaftliches Profil
  - SPO: sportliches Profil
  - SPR: sprachliches Profil
  - WIR: wirtschaftliches Profil
  - UNT: unternehmerisches Profil
  - fett: vertieftes Angebot in diesem Profil
- Schüler: Anzahl der Schüler im Schuljahr 2016/17[1]
- Lage: Lagekoordinaten der Schule. Mit einem Klick auf die Koordinaten lässt sich die Lage der Schule auf verschiedenen Karten anzeigen.
- Stadtteil: Dresdner Stadtteil, in dem sich die Schule befindet.
- Bild: Zeigt das Gebäude der Schule

## Liste
| Name                                         | Gründung               | Träger | Richtung                   | Schüler | Lage                            | Stadtteil                             | Bild          |
| -------------------------------------------- | ---------------------- | ------ | -------------------------- | ------- | ------------------------------- | ------------------------------------- | ------------- |
| Abendgymnasium                               |                        | Stadt  |                            | 119     | 51° 3′ 22,6″ N, 13° 46′ 4,6″ O  | Johannstadt-Nord                      |               |
| St. Benno-Gymnasium                          | 1709 als Lateinschule  | Privat | KÜN NAT SPR                | 734     | 51° 3′ 1″ N, 13° 45′ 25″ O      | Pirnaische Vorstadt                   |               |
| Bertolt-Brecht-Gymnasium                     | 1952 als EOS Reick     | Stadt  | GES NAT SPR                | 915     | 51° 3′ 0″ N, 13° 46′ 15,2″ O    | Johannstadt-Süd                       |               |
| Gymnasium Bühlau                             | 2007                   | Stadt  | GES KÜN NAT SPR            | 1168    | 51° 3′ 37,1″ N, 13° 51′ 22,2″ O | Bühlau/Weißer Hirsch                  |               |
| Gymnasium Bürgerwiese                        | 2008                   | Stadt  | KÜN NAT SPO                | 1034    | 51° 2′ 21,4″ N, 13° 44′ 34,3″ O | Seevorstadt-Ost/Großer Garten         |               |
| Christliche Schule                           | 2007                   | Privat | GES KÜN NAT                | 405     | 51° 0′ 7,2″ N, 13° 50′ 5,8″ O   | Großzschachwitz                       |               |
| Gymnasium Cotta                              | 1869                   | Stadt  | GES KÜN NAT                | 850     | 51° 3′ 28,1″ N, 13° 41′ 11,4″ O | Cotta                                 |               |
| Marie-Curie-Gymnasium                        | 1955                   | Stadt  | GES KÜN NAT                | 858     | 51° 2′ 59,8″ N, 13° 44′ 58″ O   | Pirnaische Vorstadt                   |               |
| Dreikönigschule                              | 1992                   | Stadt  | GES KÜN NAT                | 719     | 51° 3′ 59,4″ N, 13° 45′ 11,4″ O | Äußere Neustadt                       |               |
| Hans-Erlwein-Gymnasium                       | 1914                   | Stadt  | GES NAT SPR                | 734     | 51° 2′ 17,2″ N, 13° 47′ 38,1″ O | Gruna                                 |               |
| Gymnasium Dresden-Gorbitz                    | 2019                   | Stadt  |                            |         | 51° 2′ 49,7″ N, 13° 40′ 41,4″ O | Gorbitz-Ost                           |               |
| HOGA-Gymnasium                               | 2003                   | Privat | KÜN NAT SPR                | 520     | 51° 0′ 34,2″ N, 13° 48′ 58,1″ O | Leuben                                | Bild gesucht  |
| Julius-Ambrosius-Hülße-Gymnasium             | 1929                   | Stadt  | KÜN NAT SPR                | 907     | 51° 0′ 45,5″ N, 13° 47′ 29,4″ O | Prohlis-Nord                          |               |
| IBB-Ganztagsgymnasium                        | 2011                   | Privat |                            | 671     | 51° 3′ 4,7″ N, 13° 46′ 59,4″ O  | Striesen-West                         |               |
| International School                         | 1996                   | Privat |                            | 254     | 51° 2′ 58,6″ N, 13° 43′ 43,8″ O | Wilsdruffer Vorstadt/Seevorstadt-West |               |
| Gymnasium Klotzsche                          | 1975 als 105. POS      | Stadt  | GES KÜN UNT NAT            | 1024    | 51° 6′ 55,9″ N, 13° 46′ 22,6″ O | Klotzsche                             |               |
| Kreuzgymnasium                               | 13. Jahrhundert        | Privat | GES KÜN NAT SPR            | 828     | 51° 2′ 49,5″ N, 13° 48′ 4,8″ O  | Striesen-Ost                          |               |
| Laborschule                                  | 2004                   | Privat | KÜN NAT WIR                | 189     | 51° 2′ 39″ N, 13° 39′ 50,2″ O   | Gorbitz-Süd                           |               |
| Gymnasium Linkselbisch-Ost                   | 2019                   | Stadt  |                            |         | 51° 1′ 56,2″ N, 13° 48′ 43,8″ O | Seidnitz                              |               |
| Martin-Andersen-Nexö-Gymnasium               | 1903                   | Stadt  | Nat                        | 554     | 51° 2′ 46,6″ N, 13° 46′ 47,5″ O | Striesen-West                         |               |
| Pestalozzi-Gymnasium                         | 1915 als Bürgerschule  | Stadt  | KÜN NAT                    | 729     | 51° 4′ 46,9″ N, 13° 43′ 56,6″ O | Pieschen-Nord/Trachenberge            |               |
| Gymnasium Pieschen                           | 2017                   | Stadt  | GES NAT                    | 960     | 51° 4′ 18,7″ N, 13° 43′ 55,4″ O | Pieschen-Nord/Trachenberge            |               |
| Gymnasium Plauen                             | 1896 als Lehrerseminar | Stadt  | GES NAT SPR                | 815     | 51° 1′ 37,7″ N, 13° 42′ 18,1″ O | Plauen                                |               |
| Romain-Rolland-Gymnasium                     | 1915                   | Stadt  | SPR                        | 750     | 51° 3′ 38″ N, 13° 45′ 16″ O     | Innere Neustadt                       | Dezember 2011 |
| Semper-Gymnasium                             | 2009                   | Privat | SPR                        | 205     | 51° 2′ 3″ N, 13° 44′ 44,9″ O    | Südvorstadt-Ost                       |               |
| Sportgymnasium                               | 1954 als KJS           | Stadt  | SPO                        | 479     | 51° 4′ 6,6″ N, 13° 43′ 9″ O     | Friedrichstadt                        |               |
| Gymnasium Tolkewitz                          | 2017                   | Stadt  | KÜN NAT Architektur/Design | -       | 51° 2′ 7,5″ N, 13° 48′ 58,8″ O  | Tolkewitz/Seidnitz-Nord               |               |
| Ehrenfried-Walther-von-Tschirnhaus-Gymnasium | 2014                   | Stadt  | GES NAT SPO                | 311     | 51° 2′ 13,8″ N, 13° 43′ 27,3″ O | Südvorstadt                           |               |
| Vitzthum-Gymnasium                           | 1828                   | Stadt  | GES KÜN NAT                | 1023    | 51° 1′ 25,3″ N, 13° 44′ 41,9″ O | Räcknitz/Zschertnitz                  |               |
| Freie Waldorfschule                          | 1929                   | Privat | KÜN                        | 542     | 51° 4′ 18,7″ N, 13° 45′ 54,1″ O | Radeberger Vorstadt                   |               |
| Landesmusikgymnasium „Carl Maria von Weber“  | 1915                   | Land   | KÜN                        | 146     | 51° 3′ 8,2″ N, 13° 47′ 44,6″ O  | Blasewitz                             |               |